# Babka kryształowa
Babka kryształowa (Crystallogobius linearis) – gatunek ryby z rodziny babkowatych (Gobiidae).

## Występowanie
Atlantyk od Lofotów po Gibraltar i Maderę oraz Morze Śródziemne.
Występuje w wodach przybrzeżnych, na głębokości 1–400 m, nad dnem pokrytym muszlami, piaszczystym lub mulistym.

## Cechy morfologiczne
Samce osiągają 4,7, samice zaś 3,9 cm długości. 30 (29–31) kręgów. Otwory nosowe w postaci krótkiej rurki. W płetwach grzbietowych 2–3 twarde i 18–20 miękkich promieni, w płetwie odbytowej 1 twardy i 20–21 miękkich promieni. 
Wyraźny dymorfizm płciowy, samce mają rzucające się w oczy kły z przodu pyska, dobrze wykształconą przyssawkę, oraz jedynie dwa promienie w pierwszej płetwie grzbietowej, u samic przyssawka zredukowana bądź nieobecna zaś pierwsza płetwa grzbietowa nieobecna lub szczątkowa.

## Odżywianie
Żywi się zooplanktonem.

## Rozród
Trze się po roku życia od V do IX, po czym tarlaki giną. Ikra (gruszkowatego kształtu o wymiarach 1,2–1,5 X 0,4–0,5 mm) jest składana do pustych rurek rurkoczułkowców i jest strzeżona przez samca.